# Heliconius problemata
Heliconius problemata är en fjärilsart som beskrevs av Heinrich Neustetter 1928. Heliconius problemata ingår i släktet Heliconius och familjen praktfjärilar. Inga underarter finns listade i Catalogue of Life.